# 중력 시간 팽창
중력 시간 팽창(重力時間膨脹, 영어: gravitational time dilation) 또는 중력 시간 지연은 시간 팽창의 일종으로서, 중력을 발생시키는 질량으로부터 서로 다른 거리에 있는 관찰자들이 각자 관찰한 사건의 시간이 다르게 보이는 것이다. 중력퍼텐셜이 강할수록 시간은 빠르게 간다. 이 효과는 알베르트 아인슈타인이 일반상대론을 발표하면서 처음 예측했으며, 그 이래로 여러 실험을 통해 검증되었다.
서로 다른 고도(지구로부터 받는 중력퍼텐셜에 차이 발생)에 놓인 원자시계들을 비교한 결과 그 실체가 검증되었는데, 이렇게 지구상에서 실시한 실험의 결과는 극도로 작아서, 각 시계 사이의 시간 팽창으로 인한 차이는 불과 나노초 단위이다. 더욱 큰 효과를 확인하기 위해서는 지구로부터 더 먼 거리에서 측정하거나 또는 더 큰 중력원에 대한 실험을 수행해야 할 것이다.

## 같이 보기
- 중력적색편이
- 하펠-키팅 실험
- 쌍둥이 역설